# Xiomara Rivero
Xiomara Rivero Azcuy (Guane, 22 december 1968) is een voormalige Cubaanse atlete, die zich had toegelegd op het speerwerpen. Ze deed mee aan de Olympische Spelen van Atlanta (1996) en Sydney (2000). Verder behaalde ze een gouden en een zilveren medaille bij de Pan-Amerikaanse Spelen.

## Titels
- Pan-Amerikaanse Spelen kampioene speerwerpen - 1995
- Ibero-Amerikaans kampioene speerwerpen - 2000
- Cubaans kampioene speerwerpen - 1994
- Wereldkampioene junioren speerwerpen - 1986
- Pan-Amerikaans juniorkampioene speerwerpen - 1986
- Centraal-Amerikaans en Caribisch juniorkampioene speerwerpen - 1986

## Persoonlijk record
| Onderdeel   | Prestatie | Datum         | Plaats           |
| ----------- | --------- | ------------- | ---------------- |
| speerwerpen | 65,29 m   | 17 maart 2001 | Santiago de Cuba |

## Palmares
- 1986:  Pan-Amerikaanse jeugdkamp. - 60,86 m
- 1986:  Centraal-Amerikaanse en Caribische juniorenkamp. - 64,56 m
- 1986:  WJK - 62,86 m
- 1993:  Centraal-Amerikaanse en Caribische Spelen - 57,02 m
- 1994:  Cubaanse kamp. - 60,80 m
- 1995:  Pan-Amerikaanse Spelen - 63,92 m
- 1995: 16e WK - 58,32 m
- 1996: 5e OS - 64,48 m
- 1999:  Pan-Amerikaanse Spelen - 62,46 m
- 1999: 19e WK - 57,48 m
- 2000:  Ibero-Amerikaanse kamp. - 60,43 m
- 2000: 6e OS - 62,92 m
- 2001:  Ibero-Amerikaanse kamp. - 61,41 m
- 2001: 7e WK - 61,60 m